# Les Passions de l'âme
Les Passions de l'âme (parfois appelé Traité des passions de l'âme) est un traité philosophique écrit par René Descartes et publié à Paris en 1649. Il s'agit du dernier livre de Descartes publié de son vivant. Celui-ci est écrit en français et dédié à la Princesse Élisabeth de Bohême.
Dans cette œuvre, Descartes se concentre sur la question des passions. Il s'agit donc d'un traité de philosophie morale, le dernier domaine de la philosophie abordé par Descartes. Celui-ci s'inscrit, avec cet ouvrage, dans la tradition de la réflexion philosophique sur les passions, tout en abordant ces dernières d'un point de vue physiologique novateur car précurseur de la neurophysiologie.
Ce traité est aussi l'occasion pour Descartes d'éclaircir plusieurs problèmes qu'il avait posés dans ses précédents ouvrages. Ainsi, concernant le problème de l'interaction corps-esprit, il propose dans cet ouvrage des théories sur les « esprits-animaux » et le rôle selon lui central de la glande pinéale (ou épiphyse), établissant un lien entre les émotions humaines et la chimie du corps. Par ailleurs, concernant la théorie de l'action, Descartes présente une philosophie morale plus aboutie que les règles provisoires qu'il avait ébauchées dans les Discours de la méthode, et fondée sur la connaissance des lois physiologiques.

## Genèse et sens du traité

### Origine de l'œuvre
Descartes entame en 1643 une abondante correspondance écrite avec la Princesse Élisabeth de Bohême (voir Correspondance avec Élisabeth), dans laquelle il traite de questions de morale en réponse aux interrogations de la Princesse, en particulier sur le bonheur, les passions et la manière de conduire sa vie. Le Traité des passions de l'âme se présente comme une synthèse du résultat de ces échanges épistolaires.

### Rapport entre philosophie morale et science
Dans le contexte scientifique du XVIIe siècle, qui abandonne l'idée de cosmos au profit d'un univers ouvert dont il importe de saisir les lois (voir Alexandre Koyré), l'action humaine ne dépend plus (à l'inverse de ce que pensait la philosophie grecque) de la connaissance de l'ordre de l'univers, mais plutôt de la connaissance de la nature, dont l'humain est un élément. Pour bien agir, il faut étudier et connaître la nature dans son fonctionnement intime.
C'est pourquoi Descartes veut parler des passions, non pas comme un moraliste, ni dans une perspective psychologique, mais avant tout en s'appuyant sur la science de la nature : « Mon dessein n’a pas été d’expliquer les passions en Orateur, ni même en Philosophe, mais seulement en Physicien » (Lettre à son éditeur, 14 août 1649). En cela, Descartes rompt non seulement avec la tradition aristotélicienne, pour laquelle les mouvements du corps ont leur origine dans l'âme, mais aussi avec les traditions stoïcienne et chrétienne, pour lesquelles les passions sont des maladies de l'âme, qu'il faut traiter comme telles. Descartes peut ainsi affirmer que les passions « sont toutes bonnes de leur nature, et nous n’avons rien à éviter que leurs mauvais usages ou leurs excès » (Les passions de l’âme, art. 211).
Dans le contexte de la vision mécaniste du vivant, liée à l'apparition de la science moderne au XVIIe siècle, Descartes conçoit le corps comme une machine disposant d'une certaine autonomie : il peut se mouvoir indépendamment de l'âme. D'où cette approche physiologique des passions de l'âme. Autrefois conçues comme une anomalie, les passions deviennent un objet naturel dont il s'agit d'expliquer le fonctionnement.

### La notion de «passion»

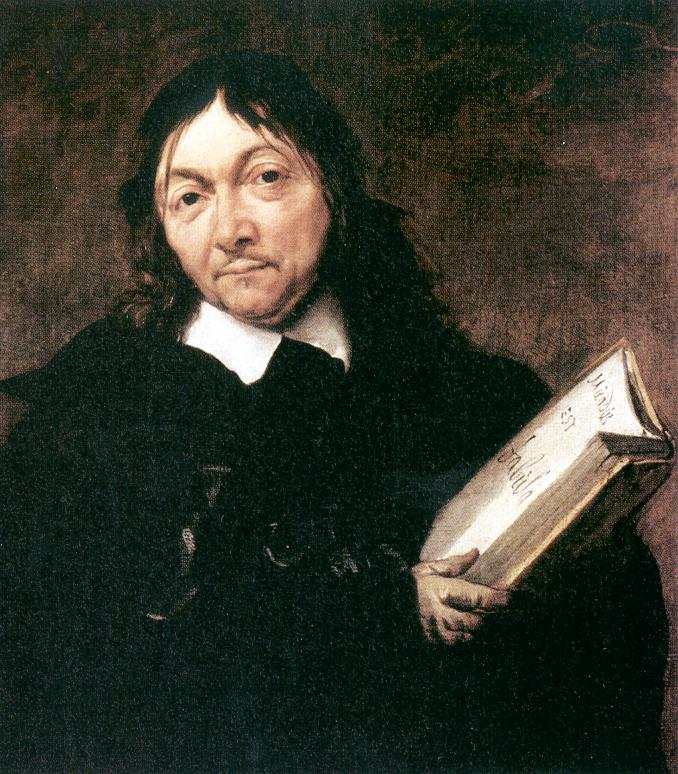
Portrait de Descartes par Jan Baptist Weenix, vers 1648 (Centraal Museum, Utrecht).

Le traité s'appuie sur la philosophie que Descartes a développée dans ses précédents ouvrages, en particulier à propos de la distinction de l'âme et du corps : l’âme est une chose qui pense (« res cogitans »), inétendue et sans parties ; le corps est une chose étendue (« res extensa ») et qui ne pense pas, principalement définie par son étendue, sa forme et son mouvement. C'est ce qu'on appelle le dualisme cartésien. Mais ce traité est l'occasion d'approfondir surtout le mystère de l'union de ces deux substances (la pensée et le corps).
Les passions telles que Descartes les comprend correspondent en effet approximativement à ce qu'on appelle aujourd'hui les « émotions ». Mais il existe des différences significatives entre ce qu'on appelait « passion » à l'époque, et ce qu'on appelle « émotion » de nos jours. La principale d'entre elles est que les passions, comme le suggère l'étymologie du mot, sont de nature passive ou subie, c'est-à-dire que l'expérience d'une passion est causée par un objet extérieur au sujet. Alors que, dans la psychologie contemporaine, une émotion est généralement conçue comme un événement qui se déroule à l'intérieur du sujet, et par conséquent plutôt produite par le sujet.
Dans les Passions de l'âme, Descartes définit les passions comme « des perceptions ou des sentiments, ou des émotions de l’âme, qu’on rapporte particulièrement à elle, et qui sont causées, entretenues et fortifiées par quelque mouvement des esprits » (art. 27). Les « esprits » mentionnés ici sont les esprits animaux, notion centrale pour comprendre la physiologie de Descartes. Ceux-ci fonctionnent de façon semblable à la manière dont la médecine comprend aujourd'hui le système nerveux. Descartes explique que ces esprits animaux sont produits par le sang, et sont responsables des stimulations des mouvements du corps. En affectant les muscles, par exemple, les esprits animaux « meuvent le corps en toutes les diverses façons qu’il peut être mû » (art. 10).
Descartes ne rejette donc pas a priori les passions, il en souligne même le rôle bénéfique dans l'existence humaine : « La Philosophie que je cultive n’est pas si barbare ni si farouche qu’elle rejette l’usage des passions ; au contraire, c’est en lui seul que je mets toute la douceur et la félicité de cette vie » (Lettre au Marquis de Newcastle, mars ou avril 1648). Il s'agit plutôt de mieux comprendre leur mécanisme, pour les maîtriser davantage au lieu d'en pâtir. Ainsi, « ceux mêmes qui ont les plus faibles âmes pourraient acquérir un empire très absolu sur toutes leurs passions, si on employait assez d'industrie à les dresser et à les conduire » (art. 50).

## Organisation du traité
L'organisation du traité de Descartes est significative de la philosophie de l'auteur. En effet, appliquant sa fameuse méthode à la philosophie morale, Descartes décompose le problème des passions de l'âme dans ses parties les plus simples, les plus élémentaires. Il distingue dans cette perspective six passions fondamentales, six passions claires et distinctes :

« On peut facilement remarquer qu'il n'y en a que six qui soient telles [simples et primitives] ; à savoir l'admiration, l'amour, la haine, le désir, la joie et la tristesse ; et que toutes les autres sont composées de quelques-unes de ces six, ou bien en sont des espèces.
— Descartes, Les Passions de l'âme, art. 69. »

C'est à partir de ces six passions primitives (l'admiration, l'amour, la haine, le désir, la joie, la tristesse) que Descartes commence son investigation sur leurs effets physiologiques et leurs implications sur le comportement humain. Il va ensuite combiner ces six passions entre elles pour retrouver l'ensemble du spectre des passions.
L'ouvrage est divisé en trois grandes parties intitulées : 
1. Des passions en général, et par occasion de toute la nature de l'homme ;
2. Du nombre et de l'ordre des passions et l'explication des six primitives ;
3. Des passions particulières.

Le traité se subdivise, au sein de ces trois grandes parties, en 212 courts articles, qui font rarement plus de quelques paragraphes. La manière très systématique de procéder de Descartes n'est pas sans annoncer l'intérêt de Leibniz pour la combinatoire ou l'Éthique de Spinoza.
Partant, au début de l'ouvrage, d'une affirmation de la tradition selon laquelle action et passion sont deux noms pour une seule et même chose selon que nous considérons ce qui la produit (action) ou celui qui la supporte (passion), Descartes en déduit la nécessité de distinguer les fonctions (l'activité) du corps (articles 7 à 16) des fonctions de l'âme (art. 17 à 26), pour arriver à la définition des passions (art. 27 à 29) et pour étudier l'interaction de l'âme et du corps (art. 30 à 39), ce qui permettra d'affirmer le pouvoir de l'âme sur le corps (art. 41 à 50).

## Problèmes philosophiques en jeu

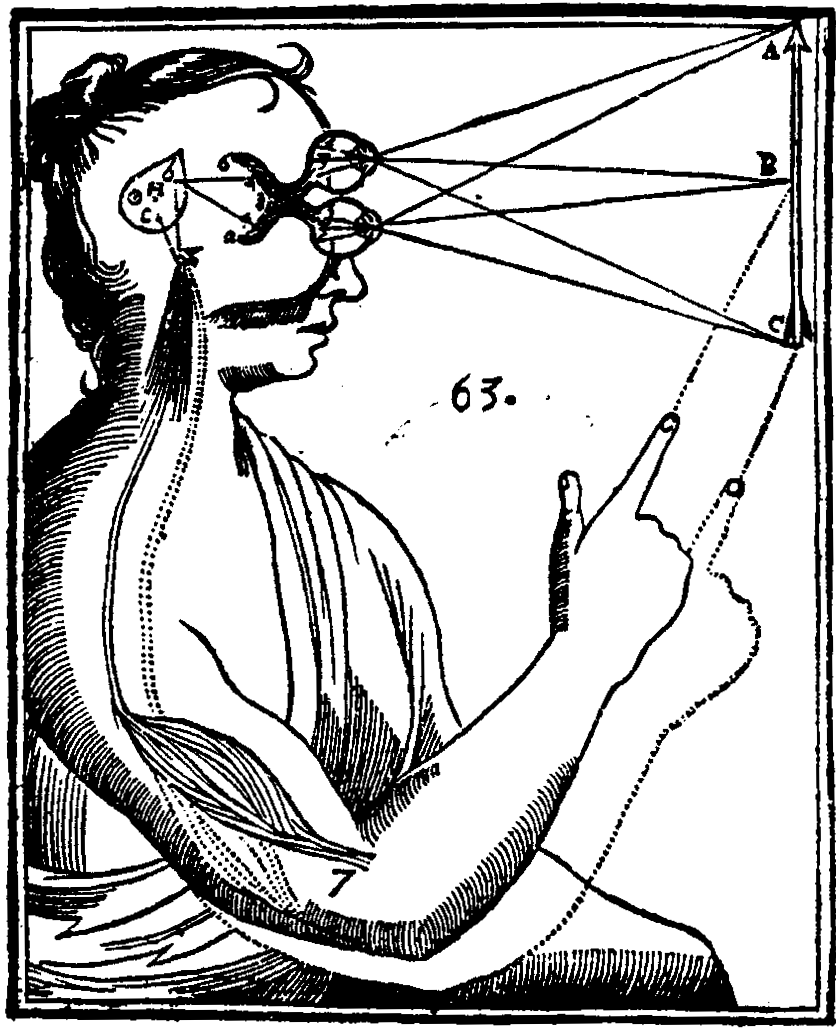
Illustration du rapport corps-esprit par Descartes. Les entrées sensorielles sont transmises par les organes sensoriels à la glande pinéale dans le cerveau, puis à l’esprit immatériel.

### Le statut du sujet
Cela peut sembler surprenant au premier abord, mais le traité des Passions de l'âme est certainement le livre le plus important de toute l'œuvre de Descartes. En effet, si Descartes écrit ce livre, c'est en partie parce qu'il est en proie à un problème philosophique aigu. Ce problème risquerait même de détruire tout l'édifice cartésien.
Le problème est le suivant : les passions, inextricablement liées à la nature humaine, mettent en danger la suprématie du sujet pensant que Descartes avait mis au centre de son système philosophique, notamment dans le Discours de la méthode. Descartes avait fait du sujet pensant (« Je suis, j'existe, toutes les fois que je pense ») le fondement de la certitude objective, il en avait fait la base de la possibilité de connaître le monde. Or si les passions perturbent l'être humain, autant dans son comportement que dans ses pensées, comment encore croire à ce sujet tout puissant ? Comment le rapport au réel de l'humain n'est-il pas biaisé, comment en être sûr ?

### Le rapport corps-esprit
Le problème du traité des passions est aussi le problème du dualisme cartésien. Dans la première partie de son ouvrage, Descartes s'interroge sur le lien qui existe entre la substance pensante et le corps. Pour Descartes, le seul lien entre les deux substances est la glande pinéale (art. 31), lieu où l'âme est rattachée au corps en quelque sorte.
Les passions que Descartes étudie sont en réalité les actions du corps sur l'âme (art. 25). L'âme pâtit de l'influence du corps et est soumise entièrement à l'influence des passions. Dans la manière qu'a Descartes d'expliquer le corps humain, les esprits animaux (qui sont des espèces de corpuscules très subtils véhiculés dans le sang) viennent titiller la glande pinéale et causent maints troubles dans l'âme.

## La combinatoire des passions
Les passions attaquent l'âme et celle-ci, aveuglée, pousse le corps à agir de telle ou telle façon inappropriée. Il est donc nécessaire pour Descartes d'étudier dans la deuxième partie du traité les effets particuliers des passions, et la façon dont elles se manifestent. L'étude des passions permettra par la suite de mieux appréhender ces éléments perturbateurs de la raison.
Mais il faut tout de même noter toute la modernité de Descartes. En effet, celui-ci ne jette jamais le ban sur les passions, comme des tares de la nature humaine à éviter à tout prix. Elles sont inhérentes à la nature humaine, et elles ne doivent pas être prises pour des aberrations. D'ailleurs le rôle des passions pour le corps n'est pas anodin. Descartes indique qu'elles doivent être utilisées pour savoir ce qui est bon ou nuisible pour le corps, et donc pour l'individu (art. 211 et 212).
Ainsi passe-t-il la majeure partie du traité à dénombrer les passions et leurs effets. Il commence par les six passions primitives avant de s'attaquer aux passions particulières qui découlent de leur combinaison. Par exemple, le mépris et l'estime sont toutes deux des passions dérivées de la passion plus primitive : l'admiration (art. 150).
La passion que Descartes estime le plus est sans conteste la générosité pour ce qu'elle apporte à l'homme (art. 153).

## Contrôler les passions
Pour Descartes, rien n'est donc plus nuisible à l'âme, et donc à la pensée qui est sa fonction propre (art. 17), que le corps (art. 2). Mais comme nous l'avons dit, les passions ne sont pas nuisibles en elles-mêmes. Pour sauvegarder l'indépendance de la pensée et garantir à l'homme une connaissance certaine du réel, Descartes indique qu'il est nécessaire de connaître les passions, et de savoir les contrôler pour en faire le meilleur usage possible. Il faut aussi que l'homme parvienne à se maîtriser au point de parfaire la séparation qui existe entre la substance pensante et le corps.

#### Éditions du texte
- René Descartes, Les Passions de l'âme, Henry Le Gras, Paris, 1649. Fac-similé de l’édition originale : Les Passions de l’âme, 1649.
- René Descartes, Œuvres de Descartes, vol. XI de l'édition de référence de Adam et Tannery. Ouvrage de référence.
- René Descartes, Les Passions de l'âme, Vrin, Paris, 1970, 2e éd. (1re éd. 1955). Introduction et notes de Geneviève Rodis-Lewis.
- René Descartes, Les Passions de l'âme, LGF, coll. « Poche », Paris, 1990  (ISBN 2253054550). Introduction de Michel Meyer, présentation et commentaires de Benoît Timmermans.
- René Descartes, Les Passions de l'âme, Flammarion, coll. « GF/ Philosophie », Paris, 1998  (ISBN 2080708651). Présentation de Pascale d'Arcy.
- René Descartes, René Descartes. Opere 1637-1649 [Descartes – Opere, éd. Giulia Belgioioso, 3 voll.: vol. II; français + trad. italienne; Commentaire, bibliographie, Introduction et notes de G. Belgioioso, A. Del Prete, A. L. Schino, Milano, Bompiani, 2009]

#### Études
- Delphine Antoine-Mahut, Descartes. Une politique des passions , Paris, Puf, 2011.
- Jean-Marie Beyssade, « La classification cartésienne des passions », in Revue internationale de philosophie, 1983, 146, p. 278-287.
- Pierre Guenancia, L'intelligence du sensible. Essai sur le dualisme cartésien, Paris, Gallimard, 1998.
- Martial Gueroult, Descartes selon l'ordre des raisons, Paris, Aubier, 1953, 1968, 2 vol.
- Denis Kambouchner, L'homme des passions : commentaires sur Descartes, Paris, Albin Michel, 1995, 2 tomes.
- Anthony Lévi, French Moralists : The Theory of the Passions 1585-1649, Oxford, Clarendon Press, 1964.
- Jean-Luc Marion, « Générosité et phénoménologie », Études philosophiques, 1988, p. 51-68.
- Pierre Mesnard, Essai sur la morale de Descartes, Paris, Boivin & Cie, 1936.
- Geneviève Rodis-Lewis, Le problème de l'inconscient et le cartésianisme, Paris, PUF, 1950.
- Geneviève Rodis-Lewis, « Le dernier fruit de la métaphysique cartésienne : la générosité, le sens actuel de la métaphysique de Descartes », Études philosophiques, 1987, no 1, p. 43-54.
- Jean-Paul Sartre, « La liberté cartésienne », Situations, I, 1947, p. 560-567.
- Carole Talon-Hugon, Les passions rêvées par la raison. Essai sur la théorie des passions de Descartes et de quelques-uns de ses contemporains, Paris, Vrin, 2002. Extraits en ligne.

#### Critique
- Antonio Damasio (trad. de l'anglais), L'Erreur de Descartes : la raison des émotions, Paris, Odile Jacob, 1995, 368 p. (ISBN 2-7381-0303-0) (Considération du rôle des émotions dans le raisonnement et la prise de décision, à partir de l'étude du cas Phineas Gage.)